# 霊幻道士5 ベビーキョンシー対空飛ぶドラキュラ!
『霊幻道士5 ベビーキョンシー対空飛ぶドラキュラ!』（れいげんどうし5 ベビーキョンシーたいそらとぶドラキュラ!、原題：一眉道人、英題：Vampire VS Vampire）は、1989年公開の香港映画。香港版のオリジナル・トレーラーで「継"鬼打鬼"、"殭屍先生"系列」と言う宣伝文句が見られる。ラム・チェンイン初監督作品であり、霊幻道士シリーズ5作目。

## ストーリー
一眉道士の弟子ホウとフォンは、道士の言いつけで骨ツボに月光が当たらないように遮ろうとするが間に合わず、月光を浴びた骨ツボの魔物やベビーキョンシーが魔性の力を表し凶暴化してしまうが、道士が駆けつけ事なきを得た。そこに村民が慌てて駆け込んできて、樹の精の虜にされた弟を助けてほしいと言う。道士の作戦でホウが樹の精を誘い出し、フォンの鏡で正体を見破って退治することに成功する。
ある日、村長の依頼で村の風水を占うと、空気ではなく水に問題があることが分かった。一行が荒れ果てた教会に着くと、マザーとシスター達が教会を再建しており、道士が内部を案内してもらうと祈祷室で悪魔と戦ったケイ神父が白骨化していた。
教会を出て道士達は新しい水源を探すために道具を設置するが、昼食中に怪しげなコウモリ達が目印の杭を動かしてしまう。その場所を掘ってみると、胸にルビーの短剣がつき刺さったミイラ化した遺体が発掘された。道士は遺体が蘇る危険があるため燃やすようにと指示するが、ルビー欲しさに警備隊長は遺体を木像とすり替えてしまう。ルビーを取るために怪我をした隊長の血が遺体に滴り落ちると、みるみる内に生気が蘇り隊長の婚約者を襲った。遺体はもう一人の神父が悪魔に敗れ、ドラキュラ（西洋の吸血鬼）と化した姿だった。
一方、ホウとフォンは娼婦の幽霊に取り憑かれて帰ってきたが、道士の術で女の亡骸を発見する。そこで偶然ドラキュラと遭遇し道術で封じようとするが、西洋の吸血鬼であるため道教のお札は効果がなく、強力な封印術も破られ一時退却する。
道士はこのことを隊長に報告に行き、吸血鬼と化した婚約者から噛まれそうになっていた隊長を間一髪で救うが、色魔と誤解され囚われてしまう。捕まった道士が隊長の婚約者からあやうく噛まれそうになった時、ベビーキョンシーが牢屋を爆破して救出する。
教会ではマザーとシスター達がコウモリの大群に襲われ隠れていた。ホウとフォンは教会に向かいマザー達を救出するが、目覚めたドラキュラに阻まれる。そこへ道士が到着し、ドラキュラと壮絶な一騎打ちを繰り広げる。

## キャスト
| 役名                             | 俳優                         | 日本語吹替 |
| -------------------------------- | ---------------------------- | ---------- |
| 一眉道士（一眉道長）             | ラム・チェンイン（林正英）   | 青野武     |
| ホウ（阿豪）                     | チン・シュウホウ（錢小豪）   | 目黒裕一   |
| フォン（阿方）                   | ルイ・フォン（呂方）         | 成田剣     |
| マザー（シスター）（修女）       | マリア・コルデロ             | 片岡富枝   |
| 警備隊長（隊長）                 | ビリー・ロウ（樓南光）       | 福田信昭   |
| 隊長の婚約者（従妹）（隊長表妹） | サンドラ・ウン（吳君如）     | 駒塚由衣   |
| ベビーキョンシー（小僵屍）       | 林正宏                       |            |
| ドラキュラ（吸血鬼）             | フランク・ジュハス           |            |
| シスター（小修女）               | レジーナ・ケント（簡慧真）   | 日野由利加 |
| シスター（小修女）               | ジョアンナ・チャン（陳佩珊） | 林玉緒     |
| シスター（小修女）               | 葉瑣                         |            |
| 樹の精（女鬼）                   | ラウ・ヨックティン（劉玉婷） |            |
| 村民                             | チン・ユエサン（錢月笙）     |            |

## スタッフ
- 監督：ラム・チェンイン（林正英）
- 脚本：チェー・メイイー（史美儀）、シャム・チェーリャン（沈治樑）、チェン・カムチョン（陳錦昌）
- 製作総指揮：レナード・ホー（何冠昌）
- 製作：チャイ・ラン（蔡瀾）
- 撮影：チョー・オンシュン（曹安淳）
- 武術指導：トン・ワイ（董瑋）、リー・チーギッ（李志傑）

日本語吹替版制作スタッフ
- 翻訳：武満真樹
- 演出：長野武二郎
- 調整：長井利親
- 制作：吉富孝明（ニュージャパンフィルム）